# Glatigny (Moselle)
Glatigny település Franciaországban, Moselle megyében. Lakosainak száma 259 fő (2022. január 1.). Glatigny Les Étangs, Retonfey és Sainte-Barbe községekkel határos.

## Népesség
A település népességének változása:
| Lakosok száma | 89   | 195  | 220  | 276  | 256  | 246  | 256  | 259  | 259  | 259  |
|               | 1968 | 1982 | 1990 | 2006 | 2013 | 2015 | 2017 | 2019 | 2020 | 2022 |